# Omgång 2 i kvalspelet till världsmästerskapet i fotboll 2018 (CONCACAF)
Omgång 2 i kvalspelet till världsmästerskapet i fotboll 2018 (CONCACAF) spelades mellan den 22 mars och 31 mars 2015.

## Resultat
| CONCACAF – kvalomgång 2        | CONCACAF – kvalomgång 2 | CONCACAF – kvalomgång 2 | CONCACAF – kvalomgång 2 | CONCACAF – kvalomgång 2 |
| ------------------------------ | ----------------------- | ----------------------- | ----------------------- | ----------------------- |
| Lag 1                          | Totalt                  | Lag 2                   | Möte 1                  | Möte 2                  |
| Saint Vincent och Grenadinerna | 00006–6 (BM)            | Guyana                  | 2–2                     | 4–4                     |
| Antigua och Barbuda            | 5–4                     | Saint Lucia             | 1–3                     | 4–1                     |
| Puerto Rico                    | 1–2                     | Grenada                 | 1–0                     | 0–2                     |
| Dominica                       | 0–6                     | Kanada                  | 0–2                     | 0–4                     |
| Dominikanska republiken        | 1–5                     | Belize                  | 1–2                     | 0–3                     |
| Guatemala                      | 1–0                     | Bermuda                 | 0–0                     | 1–0                     |
| Aruba                          | 3–2                     | Barbados                | 0–2                     | 3–0                     |
| Saint Kitts och Nevis          | 3–6                     | El Salvador             | 2–2                     | 1–4                     |
| Curaçao                        | 00001–1 (BM)            | Kuba                    | 0–0                     | 1–1                     |
| Nicaragua                      | 4–1                     | Surinam                 | 1–0                     | 3–1                     |

### Saint Vincent och Grenadinerna mot Guyana
|             | 10 juni 2015 | Saint Vincent och Grenadinerna         | 2 – 2           | Guyana                                 | Arnos Vale Stadium                                        |                                                           |
| 15:30 UTC−4 | 15:30 UTC−4  | Cornelius Stewart 51′ Tevin Slater 84′ | (0 – 1) Rapport | 27′ Brandon Beresford 77′ Ricky Shakes | Kingstown Publik: 2 500 Domare: Wilson Da Costa (Bahamas) | Kingstown Publik: 2 500 Domare: Wilson Da Costa (Bahamas) |
| 15:30 UTC−4 | 15:30 UTC−4  |                                        |                 |                                        | Kingstown Publik: 2 500 Domare: Wilson Da Costa (Bahamas) | Kingstown Publik: 2 500 Domare: Wilson Da Costa (Bahamas) |
| 15:30 UTC−4 | 15:30 UTC−4  |                                        |                 |                                        | Kingstown Publik: 2 500 Domare: Wilson Da Costa (Bahamas) | Kingstown Publik: 2 500 Domare: Wilson Da Costa (Bahamas) |

|             | 14 juni 2015 | Guyana                                             | 4 – 4           | Saint Vincent och Grenadinerna                            | Providence Stadium                                         |                                                            |
| 19:00 UTC−4 | 19:00 UTC−4  | Emery Welshman 40′, 77′ Neil Danns 50′ (str.), 87′ | (1 – 2) Rapport | 16′ Myron Samuel 41′, 58′ Tevin Slater 67′ Oalex Anderson | Providence Publik: 5 000 Domare: Valdin Legister (Jamaica) | Providence Publik: 5 000 Domare: Valdin Legister (Jamaica) |
| 19:00 UTC−4 | 19:00 UTC−4  |                                                    |                 |                                                           | Providence Publik: 5 000 Domare: Valdin Legister (Jamaica) | Providence Publik: 5 000 Domare: Valdin Legister (Jamaica) |
| 19:00 UTC−4 | 19:00 UTC−4  |                                                    |                 |                                                           | Providence Publik: 5 000 Domare: Valdin Legister (Jamaica) | Providence Publik: 5 000 Domare: Valdin Legister (Jamaica) |

Saint Vincent och Grenadinerna avancerade till tredje omgången med det ackumulerade slutresultatet 6–6 genom bortamålsregeln.

### Antigua och Barbuda mot Saint Lucia
|             | 10 juni 2015 | Antigua och Barbuda    | 1 – 3           | Saint Lucia                                           | Sir Vivian Richards Stadium                                            |                                                                        |
| 19:00 UTC−4 | 19:00 UTC−4  | Tevaughn Harriette 21′ | (1 – 1) Rapport | 26′ Tremain Paul 61′ David Henry 90+1′ Troy Greenidge | North Sound Publik: 1 800 Domare: Kimbett Ward (Saint Kitts och Nevis) | North Sound Publik: 1 800 Domare: Kimbett Ward (Saint Kitts och Nevis) |
| 19:00 UTC−4 | 19:00 UTC−4  |                        |                 |                                                       | North Sound Publik: 1 800 Domare: Kimbett Ward (Saint Kitts och Nevis) | North Sound Publik: 1 800 Domare: Kimbett Ward (Saint Kitts och Nevis) |
| 19:00 UTC−4 | 19:00 UTC−4  |                        |                 |                                                       | North Sound Publik: 1 800 Domare: Kimbett Ward (Saint Kitts och Nevis) | North Sound Publik: 1 800 Domare: Kimbett Ward (Saint Kitts och Nevis) |

|             | 14 juni 2015 | Saint Lucia               | 1 – 4           | Antigua och Barbuda                                             | Sir Vivian Richards Stadium                                                 |                                                                             |
| 19:00 UTC−4 | 19:00 UTC−4  | Kurt Frederick 81′ (str.) | (0 – 0) Rapport | 72′, 90+3′ Josh Parker 85′ Tevaughn Harriette 90+5′ Aaron Tumwa | North Sound (Antigua och Barbuda) Publik: 700 Domare: David Gantar (Kanada) | North Sound (Antigua och Barbuda) Publik: 700 Domare: David Gantar (Kanada) |
| 19:00 UTC−4 | 19:00 UTC−4  |                           |                 |                                                                 | North Sound (Antigua och Barbuda) Publik: 700 Domare: David Gantar (Kanada) | North Sound (Antigua och Barbuda) Publik: 700 Domare: David Gantar (Kanada) |
| 19:00 UTC−4 | 19:00 UTC−4  |                           |                 |                                                                 | North Sound (Antigua och Barbuda) Publik: 700 Domare: David Gantar (Kanada) | North Sound (Antigua och Barbuda) Publik: 700 Domare: David Gantar (Kanada) |

Antigua och Barbuda avancerade till tredje omgången med det ackumulerade slutresultatet 5–4.

### Puerto Rico mot Grenada
|             | 12 juni 2015 | Puerto Rico       | 1 – 0           | Grenada | Juan Ramón Loubriel Stadium                             |                                                         |
| 20:00 UTC−4 | 20:00 UTC−4  | Deniz Bozkurt 16′ | (1 – 0) Rapport |         | Bayamón Publik: 6 890 Domare: Christopher Reid (Belize) | Bayamón Publik: 6 890 Domare: Christopher Reid (Belize) |
| 20:00 UTC−4 | 20:00 UTC−4  |                   |                 |         | Bayamón Publik: 6 890 Domare: Christopher Reid (Belize) | Bayamón Publik: 6 890 Domare: Christopher Reid (Belize) |
| 20:00 UTC−4 | 20:00 UTC−4  |                   |                 |         | Bayamón Publik: 6 890 Domare: Christopher Reid (Belize) | Bayamón Publik: 6 890 Domare: Christopher Reid (Belize) |

|             | 16 juni 2015 | Grenada                                   | 2 – 0           | Puerto Rico | National Cricket Stadium                                    |                                                             |
| 15:30 UTC−4 | 15:30 UTC−4  | Joan Morales 34′ (sjm.) Jamal Charles 80′ | (1 – 0) Rapport |             | St. George's Publik: 5 000 Domare: Adrian Skeete (Barbados) | St. George's Publik: 5 000 Domare: Adrian Skeete (Barbados) |
| 15:30 UTC−4 | 15:30 UTC−4  |                                           |                 |             | St. George's Publik: 5 000 Domare: Adrian Skeete (Barbados) | St. George's Publik: 5 000 Domare: Adrian Skeete (Barbados) |
| 15:30 UTC−4 | 15:30 UTC−4  |                                           |                 |             | St. George's Publik: 5 000 Domare: Adrian Skeete (Barbados) | St. George's Publik: 5 000 Domare: Adrian Skeete (Barbados) |

Grenada avancerade till tredje omgången med det ackumulerade slutresultatet 2–1.

### Dominica mot Kanada
|             | 11 juni 2015 | Dominica | 0 – 2           | Kanada                                  | Windsor Park                                            |                                                         |
| 19:00 UTC−4 | 19:00 UTC−4  |          | (0 – 1) Rapport | 5′ Cyle Larin 64′ (str.) Rusell Teibert | Roseau Publik: 5 084 Domare: Jeffrey Solís (Costa Rica) | Roseau Publik: 5 084 Domare: Jeffrey Solís (Costa Rica) |
| 19:00 UTC−4 | 19:00 UTC−4  |          |                 |                                         | Roseau Publik: 5 084 Domare: Jeffrey Solís (Costa Rica) | Roseau Publik: 5 084 Domare: Jeffrey Solís (Costa Rica) |
| 19:00 UTC−4 | 19:00 UTC−4  |          |                 |                                         | Roseau Publik: 5 084 Domare: Jeffrey Solís (Costa Rica) | Roseau Publik: 5 084 Domare: Jeffrey Solís (Costa Rica) |

|             | 16 juni 2015 | Kanada                                                     | 4 – 0           | Dominica | BMO Field                                                            |                                                                      |
| 19:37 UTC−4 | 19:37 UTC−4  | Tesho Akindele 4′ Cyle Larin 41′ Tosaint Ricketts 52′, 78′ | (2 – 0) Rapport |          | Toronto Publik: 9 749 Domare: Gianni Ascani (Turks- och Caicosöarna) | Toronto Publik: 9 749 Domare: Gianni Ascani (Turks- och Caicosöarna) |
| 19:37 UTC−4 | 19:37 UTC−4  |                                                            |                 |          | Toronto Publik: 9 749 Domare: Gianni Ascani (Turks- och Caicosöarna) | Toronto Publik: 9 749 Domare: Gianni Ascani (Turks- och Caicosöarna) |
| 19:37 UTC−4 | 19:37 UTC−4  |                                                            |                 |          | Toronto Publik: 9 749 Domare: Gianni Ascani (Turks- och Caicosöarna) | Toronto Publik: 9 749 Domare: Gianni Ascani (Turks- och Caicosöarna) |

Kanada avancerade till tredje omgången med det ackumulerade slutresultatet 6–0.

### Dominikanska republiken mot Belize
|             | 11 juni 2015 | Dominikanska republiken | 1 – 2           | Belize                        | Estadio Olímpico Félix Sánchez                                |                                                               |
| 15:30 UTC−4 | 15:30 UTC−4  | Geremy Lombardi 71′     | (0 – 1) Rapport | 13′ (str.), 88′ Deon McCaulay | Santo Domingo Publik: 1 500 Domare: Mario Escobar (Guatemala) | Santo Domingo Publik: 1 500 Domare: Mario Escobar (Guatemala) |
| 15:30 UTC−4 | 15:30 UTC−4  |                         |                 |                               | Santo Domingo Publik: 1 500 Domare: Mario Escobar (Guatemala) | Santo Domingo Publik: 1 500 Domare: Mario Escobar (Guatemala) |
| 15:30 UTC−4 | 15:30 UTC−4  |                         |                 |                               | Santo Domingo Publik: 1 500 Domare: Mario Escobar (Guatemala) | Santo Domingo Publik: 1 500 Domare: Mario Escobar (Guatemala) |

|             | 14 juni 2015 | Belize                                                 | 3 – 0           | Dominikanska republiken | FFB Stadium                                           |                                                       |
| 19:00 UTC−4 | 19:00 UTC−4  | Harrison Róchez 17′ Elroy Kuylen 38′ Deon McCaulay 77′ | (2 – 0) Rapport |                         | Belmopan Publik: 1 634 Domare: Sherwin Moore (Guyana) | Belmopan Publik: 1 634 Domare: Sherwin Moore (Guyana) |
| 19:00 UTC−4 | 19:00 UTC−4  |                                                        |                 |                         | Belmopan Publik: 1 634 Domare: Sherwin Moore (Guyana) | Belmopan Publik: 1 634 Domare: Sherwin Moore (Guyana) |
| 19:00 UTC−4 | 19:00 UTC−4  |                                                        |                 |                         | Belmopan Publik: 1 634 Domare: Sherwin Moore (Guyana) | Belmopan Publik: 1 634 Domare: Sherwin Moore (Guyana) |

Belize avancerade till tredje omgången med det ackumulerade slutresultatet 5–1.

### Guatemala mot Bermuda
|             | 12 juni 2015 | Guatemala | 0 – 0           | Bermuda | Estadio Mateo Flores                                       |                                                            |
| 20:06 UTC−6 | 20:06 UTC−6  |           | (0 – 0) Rapport |         | Guatemala City Publik: 5 279 Domare: Yadel Martínez (Kuba) | Guatemala City Publik: 5 279 Domare: Yadel Martínez (Kuba) |
| 20:06 UTC−6 | 20:06 UTC−6  |           |                 |         | Guatemala City Publik: 5 279 Domare: Yadel Martínez (Kuba) | Guatemala City Publik: 5 279 Domare: Yadel Martínez (Kuba) |
| 20:06 UTC−6 | 20:06 UTC−6  |           |                 |         | Guatemala City Publik: 5 279 Domare: Yadel Martínez (Kuba) | Guatemala City Publik: 5 279 Domare: Yadel Martínez (Kuba) |

|             | 15 juni 2015 | Bermuda | 0 – 1           | Guatemala            | Bermuda National Stadium                                 |                                                          |
| 19:30 UTC−3 | 19:30 UTC−3  |         | (0 – 1) Rapport | 27′ Stefano Cincotta | Devonshire Publik: 3 747 Domare: Luis Santander (Mexiko) | Devonshire Publik: 3 747 Domare: Luis Santander (Mexiko) |
| 19:30 UTC−3 | 19:30 UTC−3  |         |                 |                      | Devonshire Publik: 3 747 Domare: Luis Santander (Mexiko) | Devonshire Publik: 3 747 Domare: Luis Santander (Mexiko) |
| 19:30 UTC−3 | 19:30 UTC−3  |         |                 |                      | Devonshire Publik: 3 747 Domare: Luis Santander (Mexiko) | Devonshire Publik: 3 747 Domare: Luis Santander (Mexiko) |

Guatemala avancerade till tredje omgången med det ackumulerade slutresultatet 1–0.

### Aruba mot Barbados
|             | 10 juni 2015 | Aruba | 0 – 2           | Barbados                | Trinidad Stadium                                       |                                                        |
| 20:00 UTC−4 | 20:00 UTC−4  |       | (0 – 2) Rapport | 17′, 29′ Emmerson Boyce | Oranjestad Publik: 2 700 Domare: Edvin Jurisevic (USA) | Oranjestad Publik: 2 700 Domare: Edvin Jurisevic (USA) |
| 20:00 UTC−4 | 20:00 UTC−4  |       |                 |                         | Oranjestad Publik: 2 700 Domare: Edvin Jurisevic (USA) | Oranjestad Publik: 2 700 Domare: Edvin Jurisevic (USA) |
| 20:00 UTC−4 | 20:00 UTC−4  |       |                 |                         | Oranjestad Publik: 2 700 Domare: Edvin Jurisevic (USA) | Oranjestad Publik: 2 700 Domare: Edvin Jurisevic (USA) |

| [ b ]       | 14 juni 2015 | Barbados           | 0 – 3 (Tilldelad) | Aruba | Usain Bolt Sports Complex                                  |                                                            |
| 19:30 UTC−4 | 19:30 UTC−4  | Hadan Holligan 79′ | (0 – 0) Rapport   |       | Cave Hill Publik: 2 300 Domare: Marlon Mejía (El Salvador) | Cave Hill Publik: 2 300 Domare: Marlon Mejía (El Salvador) |
| 19:30 UTC−4 | 19:30 UTC−4  |                    |                   |       | Cave Hill Publik: 2 300 Domare: Marlon Mejía (El Salvador) | Cave Hill Publik: 2 300 Domare: Marlon Mejía (El Salvador) |
| 19:30 UTC−4 | 19:30 UTC−4  |                    |                   |       | Cave Hill Publik: 2 300 Domare: Marlon Mejía (El Salvador) | Cave Hill Publik: 2 300 Domare: Marlon Mejía (El Salvador) |

Aruba avancerade till tredje omgången med det ackumulerade slutresultatet 3–2.

### Saint Kitts och Nevis mot El Salvador
|             | 11 juni 2015 | Saint Kitts och Nevis                   | 2 – 2           | El Salvador                          | Warner Park                                                |                                                            |
| 20:00 UTC−4 | 20:00 UTC−4  | Orlando Mitchum 68′ Romaine Sawyers 71′ | (0 – 1) Rapport | 41′ Irvin Herrera 87′ Nelson Bonilla | Basseterre Publik: 3 100 Domare: Mathieu Bourdeau (Kanada) | Basseterre Publik: 3 100 Domare: Mathieu Bourdeau (Kanada) |
| 20:00 UTC−4 | 20:00 UTC−4  |                                         |                 |                                      | Basseterre Publik: 3 100 Domare: Mathieu Bourdeau (Kanada) | Basseterre Publik: 3 100 Domare: Mathieu Bourdeau (Kanada) |
| 20:00 UTC−4 | 20:00 UTC−4  |                                         |                 |                                      | Basseterre Publik: 3 100 Domare: Mathieu Bourdeau (Kanada) | Basseterre Publik: 3 100 Domare: Mathieu Bourdeau (Kanada) |

|             | 16 juni 2015 | El Salvador                                                       | 4 – 1           | Saint Kitts och Nevis | Estadio Cuscatlán                                           |                                                             |
| 19:00 UTC−6 | 19:00 UTC−6  | Darwin Cerén 3′ Nelson Bonilla 52′, 80′ Arturo Álvarez 62′ (str.) | (1 – 0) Rapport | 69′ Atiba Harris      | San Salvador Publik: 9 830 Domare: Óscar Dávila (Nicaragua) | San Salvador Publik: 9 830 Domare: Óscar Dávila (Nicaragua) |
| 19:00 UTC−6 | 19:00 UTC−6  |                                                                   |                 |                       | San Salvador Publik: 9 830 Domare: Óscar Dávila (Nicaragua) | San Salvador Publik: 9 830 Domare: Óscar Dávila (Nicaragua) |
| 19:00 UTC−6 | 19:00 UTC−6  |                                                                   |                 |                       | San Salvador Publik: 9 830 Domare: Óscar Dávila (Nicaragua) | San Salvador Publik: 9 830 Domare: Óscar Dávila (Nicaragua) |

El Salvador avancerade till tredje omgången med det ackumulerade slutresultatet 6–3.

### Curaçao mot Kuba
|             | 10 juni 2015 | Curaçao | 0 – 0           | Kuba | Ergilio Hato Stadium                                       |                                                            |
| 20:00 UTC−4 | 20:00 UTC−4  |         | (0 – 0) Rapport |      | Willemstad Publik: 10 000 Domare: Oscar Moncada (Honduras) | Willemstad Publik: 10 000 Domare: Oscar Moncada (Honduras) |
| 20:00 UTC−4 | 20:00 UTC−4  |         |                 |      | Willemstad Publik: 10 000 Domare: Oscar Moncada (Honduras) | Willemstad Publik: 10 000 Domare: Oscar Moncada (Honduras) |
| 20:00 UTC−4 | 20:00 UTC−4  |         |                 |      | Willemstad Publik: 10 000 Domare: Oscar Moncada (Honduras) | Willemstad Publik: 10 000 Domare: Oscar Moncada (Honduras) |

|             | 14 juni 2015 | Kuba              | 1 – 1           | Curaçao             | Estadio Pedro Marrero                               |                                                     |
| 16:00 UTC−4 | 16:00 UTC−4  | Yénier Márquez 5′ | (1 – 1) Rapport | 16′ Papito Merencia | Havanna Publik: 2 500 Domare: Jafeth Perea (Panama) | Havanna Publik: 2 500 Domare: Jafeth Perea (Panama) |
| 16:00 UTC−4 | 16:00 UTC−4  |                   |                 |                     | Havanna Publik: 2 500 Domare: Jafeth Perea (Panama) | Havanna Publik: 2 500 Domare: Jafeth Perea (Panama) |
| 16:00 UTC−4 | 16:00 UTC−4  |                   |                 |                     | Havanna Publik: 2 500 Domare: Jafeth Perea (Panama) | Havanna Publik: 2 500 Domare: Jafeth Perea (Panama) |

Curaçao avancerade till tredje omgången med det ackumulerade slutresultatet 1–1 genom bortamålsregeln.

### Nicaragua mot Surinam
|             | 7 juni 2015 | Nicaragua            | 1 – 0           | Surinam | Nicaragua National Football Stadium                       |                                                           |
| 18:00 UTC−6 | 18:00 UTC−6 | Carlos Chavarría 44′ | (1 – 0) Rapport |         | Managua Publik: 8 010 Domare: Javier Santos (Puerto Rico) | Managua Publik: 8 010 Domare: Javier Santos (Puerto Rico) |
| 18:00 UTC−6 | 18:00 UTC−6 |                      |                 |         | Managua Publik: 8 010 Domare: Javier Santos (Puerto Rico) | Managua Publik: 8 010 Domare: Javier Santos (Puerto Rico) |
| 18:00 UTC−6 | 18:00 UTC−6 |                      |                 |         | Managua Publik: 8 010 Domare: Javier Santos (Puerto Rico) | Managua Publik: 8 010 Domare: Javier Santos (Puerto Rico) |

|             | 16 juni 2015 | Surinam      | 1 – 3           | Nicaragua                                                        | André Kamperveen Stadion                                  |                                                           |
| 16:30 UTC−3 | 16:30 UTC−3  | Roxey Fer 3′ | (1 – 1) Rapport | 27′ Raúl Leguías 51′ Manuel Rosas Arreola 90+3′ Carlos Chavarría | Paramaribo Publik: 3 500 Domare: Leo Clarke (Saint Lucia) | Paramaribo Publik: 3 500 Domare: Leo Clarke (Saint Lucia) |
| 16:30 UTC−3 | 16:30 UTC−3  |              |                 |                                                                  | Paramaribo Publik: 3 500 Domare: Leo Clarke (Saint Lucia) | Paramaribo Publik: 3 500 Domare: Leo Clarke (Saint Lucia) |
| 16:30 UTC−3 | 16:30 UTC−3  |              |                 |                                                                  | Paramaribo Publik: 3 500 Domare: Leo Clarke (Saint Lucia) | Paramaribo Publik: 3 500 Domare: Leo Clarke (Saint Lucia) |

Nicaragua avancerade till tredje omgången med det ackumulerade slutresultatet 4–1.

## Anmärkningslista
1. ↑  Båda matcherna spelades i Antigua och Barbuda på grund av avsaknad av lämplig spelplan i Saint Lucia.[1]
2. ↑  Fifa tilldelade Aruba vinsten med slutsiffrorna 3–0 efter att Barbados spelade med en icke behörig spelare, Hadan Holligan. Holligan hade tidigare under kvalet blivit tilldelad två gula kort, och var ej behörig att spela denna match. Matchen slutade ursprungligen 1–0 till Barbados.[2]